# Nurscia
Nurscia is een geslacht van spinnen uit de familie rotskaardespinnen.

## Soorten
- Nurscia albofasciata (Strand, 1907)
- Nurscia albomaculata (Lucas, 1846)
- Nurscia albosignata Simon, 1874
- Nurscia sequerai (Simon, 1892)